# Artur de Sousa
Artur de Sousa, meglio noto come Pinga (Funchal, 30 settembre 1909 – Porto, 12 luglio 1963), è stato un calciatore portoghese, di ruolo attaccante.

## Carriera
Simbolo e idolo dei tifosi del Porto, fu capocannoniere del campionato portoghese nel 1936.

## Palmarès

### Giocatore

#### Competizioni nazionali
- Campionato portoghese: 3

Porto: 1934-1935, 1938-1939, 1939-1940